# Кайманові Острови на зимових Олімпійських іграх 2014
Кайманові Острови на зимових Олімпійських іграх 2014 року у Сочі були представлені 1 спортсменом з 1 виді спорту. Від країни виступав лижник Доу Траверс.